# Kurt Schwarz (Fotograf)
Kurt Schwarz (* 1937 in Berlin) ist ein deutscher Fotograf und Bildjournalist.

## Leben und Werk
Schwarz absolvierte eine Ausbildung zum Fotografen und war danach von 1959 bis 1961 Volontär bei der Berliner Zeitung. Danach arbeitete er in Berlin freiberuflich als Fotograf. Daneben machte er von 1961 bis 1968 an der Fakultät für Journalistik der Karl-Marx-Universität Leipzig ein Fernstudium als mit dem Abschluss als Bildjournalist. Ab 1962 arbeitete er regelmäßig als Nachrichtenfotograf für die Berliner Zeitung. Für Zeitschriften, insbesondere Neue Berliner Illustrierte und Horizont, schuf er Fotoreportagen. Ab Anfang der 1970er Jahre betätigte er sich auch mit Produktaufnahmen aus Technik, Design und Mode, für Messen und Ausstellungen als Werbefotograf. Zu seinen wichtigen Auftraggebern gehörten das Werk für Fernsehelektronik (WF), die Einzelhandelskette Exquisit, der VEB Uhrenwerk Ruhla und der Außenhandelsbetrieb Möbel – Papier.
Nach der deutschen Wiedervereinigung arbeitete Schwarz von 1990 bis 1993 wieder für die Berliner Zeitung und Anfang der 1990er Jahre für eine Kundenzeitung der Volkswagen-Autohäuser in den neuen Bundesländern. Dabei nutzte er seine Dienstreisen auch dafür, die dort stattfindenden gesellschaftlichen Veränderungen fotografisch zu dokumentieren.
1988 zog Schwarz nach Mönkebude. Als begeisterter Segler war er seit 1974 auf der Ostsee unterwegs, und er fotografiert die See, das Stettiner Haff und die Küstenlandschaften, seit 2011 digital.
Das Werk von Schwarz umfasst mehr als 20 000 Fotos und Negativstreifen und befindet sich insbesondere in der Sammlung des Industriesalons Schöneweide. Aufnahmen aus dem WF wurden in dem Bildband von Albert Markert und Steffen Wedepohl Röhren aus Schöneweide (Sutton Verlag, Erfurt, 2020, ISBN 978-3-96303-226-4) veröffentlicht.

## Einzelausstellungen
- 1986: Berlin
- 2022: Mönkebude, Haus des Gastes[1]
- 2023: Berlin, Industriesalon Schöneweide[2]